# Norman megye
Norman megye az Amerikai Egyesült Államokban, azon belül Minnesota államban található. Megyeszékhelye és legnagyobb városa Ada. Lakosainak száma 6441 fő (2020. április 1.). Norman megye Polk, Clay, Mahnomen, Becker, Cass és Traill megyékkel határos.

## Népesség
A megye népességének változása:
| Lakosok száma | 6847 | 6842 | 6631 | 6631 | 6678 | 6441 |
|               | 2010 | 2011 | 2012 | 2013 | 2015 | 2020 |